# Стоян Гюрчинов
Стоян Гюрчинов e български духовник и революционер, деец на ВМОРО.

## Биография
Роден е в стружкото село Лабунища, тогава в Османската империя. Става свещеник и води борба с появилото се в Лабунища сърбоманство. Подпомага и ВМОРО. След Балканската война емигрира в България, където умира.